# 堀内甲
堀内 甲（ほりうち まさる、1921年8月24日 - 1999年12月10日）は日本の映画監督。
長男は俳優の堀内正美。

## 来歴・人物
山梨県甲府市生まれ、名古屋市の覚王山で育つ。京都大学を受験するが失敗。京都で浪人生活を送っている時に映画に魅了され、映画漬けの日々をおくる。教育者だった父親堀内文吉の反対を押し切り日本大学芸術科に入学。学徒出陣で出征。
敗戦後の1946年、東宝撮影所に入社。黒澤明監督に師事。『わが青春に悔なし』『素晴らしき日曜日』に助監督として参加。1951年、レッド・パージで退社。1952年、近代映画協会の同人となり『縮図』『夜明け前』などで新藤兼人、吉村公三郎の助監督を務め、1956年東映教育映画部製作『オルガン物語』で監督デビューする。
その後、桜映画社・英映画社・シネセルなどで数多くの作品の脚本・監督にあたり、それまでの日本映画界にはなかった、子供と親が一緒に観ることの出来る「児童劇映画」という新しいジャンルを確立する。一時テレビの仕事（『パパの育児手帳』・『小さな目』など）もするが、あまりの流れ作業的忙しさに「テレビは創造的ではない」と、映画一筋に歩む。最後の仕事は、阪神・淡路大震災後、兵庫県長寿社会課が制作した、これからの高齢社会の住まいかたのモデルを描いた『地域で生きる・ケア‐センター成瀬』の監修。1999年12月10日没。

## 主な作品
- 『白鳥物語』：新潟県瓢湖の白鳥の群れと老人や孫たちの交流を描く（文部大臣賞受賞・エディンバラ国際映画祭出展）
- 『六人姉妹』：文部大臣賞のつづり方を原作にした明るいホームドラマ（教育映画祭最高賞）
- 『若き日の豊田佐吉』：（文部大臣賞受賞・東京都教育映画コンクール金賞）
- 『銀座のしいのみ』：遊び場のない銀座の子供たちの生態をとらえた作品
- 『石ころの歌』：都市生活に敗れて帰った青年が、地方で建設の仕事に生きがいをみいだす（毎日映画コンクール教育文化賞）
- 『土と愛』：農家の若者たちの生き方を描く（文部大臣賞・教育映画祭最高賞）
- 『竜門の人々』：和歌山県のみかん栽培農家の三代記（第23回芸術祭奨励賞・教育映画祭最高賞・第7回ベルリン国際農業映画祭金穂賞・第6回イラン国際映画祭最優秀賞・キネマ旬報ベストテン１位・日本紹介映画コンクール金賞・毎日映画コンクール教育文化賞・東京都教育映画コンクール金賞）
- 『ちどりと子供たち』（東京都教育映画コンクール金賞・日本ペンクラブ映画推薦）
- 『若い年輪』（東京都教育映画コンクール金賞）
- 『730日の青春』：フィリピンでの青年海外協力隊員の活動記録（産業映画祭文部大臣賞）
- 『縄文時代』（科学映画祭最優秀賞）
- 『現代家族』：働く母と娘とその恋人の悩みを描く
- 『炎よ創れ』（文部大臣賞・教育映画祭最高賞）
- 『家庭の年輪』：団地住まいの老夫婦の生活を描く（文部大臣賞・教育映画祭最高賞・キネマ旬報ベストテン２位・東京都教育映画コンクール金賞・NHK賞）

ほかに、『おじいさんは頑固者』・『やぎと少年』・『現代の挑戦』・『明日への群像』・『天国にいるおとうさん』・『This is my father』・『町をかついできた子』・『ごめんねママ』・『わが愛は緑の町』・『紺の制服』などがある。